# Шлезингер, Элайза
Элайза Ви Шлезингер (англ. Iliza Vie Shlesinger, ʃlɛsɪnɡər, род. 22 февраля 1983, Нью-Йорк, Нью-Йорк, США) — американский стендап-комик, победительница шестого сезона шоу Last Comic Standing на телеканале NBC. Создательница веб-сериала Forever 31 на ABC. В настоящее время — ведущая собственного вечернего ток-шоу на Freeform.

## Биография
Родилась в Далласе в семье иудеев-реформистов. Сейчас её родители в разводе. Она посещала частную школу Гринхилла в Эддисоне (Техас) и была участником местной команды импровизаторов. Во время учёбы в Университете Канзаса была частью далласского театра импровизации ComedySportz, откуда вышло немало известных актёров и стендап-комиков. Спустя год она перешла на обучение в Колледж Эмерсон. Там она продолжила свои выступления на сцене и отточила профессиональные навыки, добившись существенного прогресса. По словам актрисы, родители полностью поддержали выбор профессии дочери: "Мои родители забавные ребята. Я сказала им, что собираюсь стать стендап комиком. И папа говорит «Дай мне иллюстрации своего тура! Мы сделаем футболки и разбогатеем! У мамы всегда есть идеи для рассказов, истории, все что угодно».
После окончания колледжа Шлезингер переехала в Лос-Анджелес, дабы продолжить карьеру. Она была одним из самых популярных членов группы комиков Whiteboy Comedy в Лос-Анджелесе, которая привела её на сцену популярнейшего клуба The Improv в Голливуде. В 2007 году Шлезингер выиграл конкурс MySpace «Так ты думаешь, что ты весёлый».
В 2008 году Элайза стала первой женщиной и самым молодым победителем конкурса комиков NBC Last Comic Standing и отправилась в гастрольный тур. Она была соведущей Льюиса Блэка в спецвыпуске программы «Выжить в праздники» на History Channel.
Первый комедийный альбом Шлезингер, War Paint, был записан 1 декабря 2012 года в Театре Лейквуд в Далласе, штат Техас, и выпущен на Netflix 1 сентября 2013 года. В 2013 году сыграла одну из главных ролей в трагикомедийном фильме Диабло Коуди «Агнец Божий».
В 2015 году годовой доход актрисы достиг отметки в миллион долларов США.
7 ноября 2017 года свет увидела первая книга Шлезингер, Girl Logic: The Genius and the Absurdity, являющаяся во многом автобиографической. Предисловие к книге написала Маим Бялик.
С 12 мая 2018 года Шлезингер замужем за шеф-поваром Ноа Галютеном. 13 января 2022 года у пары родилась дочь Сиерра Мэй.